# Homeoura lindneri
Homeoura lindneri – gatunek ważki z rodziny łątkowatych (Coenagrionidae).